# Tschetschenische Kunst
Die tschetschenische Kunst beinhaltet die historische und gegenwärtige Kunstform, die die Tschetschenische Republik repräsentiert. Diese Art von Kunst ist Teil des materiellen Kulturerbes Tschetscheniens und zeigt seine tiefe Geschichte. Die tschetschenische Kunst reicht bis in die frühe Bronzezeit zurück. Tschetschenen haben Kunst benutzt, um ihre Kultur, Bräuche und Geschichte zu präsentieren. Eine wichtige Botschaft dieser Kunst ist, tschetschenische Religiosität zu zeigen sowie ihre Riten und Legenden. Wie bei vielen anderen Kulturen wird auch in der antiken Kunst tschetschenische Kunst mit Symbolen des Alltags wie Jagd, Landwirtschaft und religiösen Ritualen gezeigt.

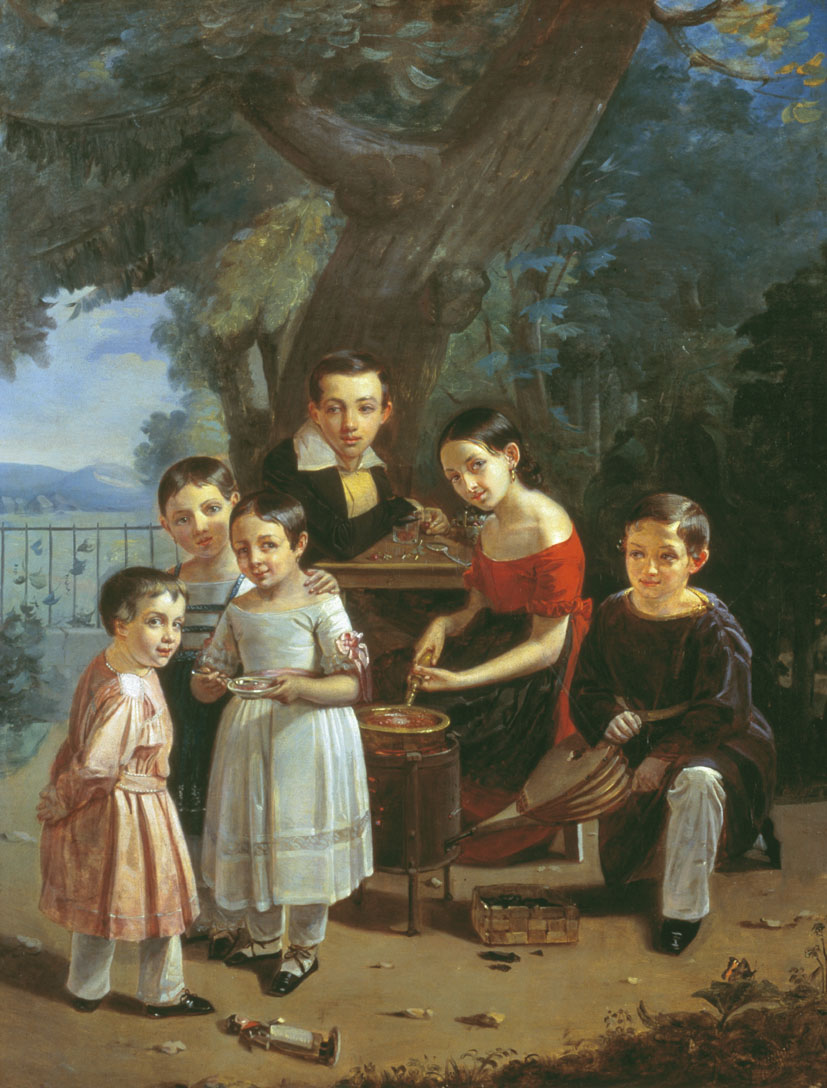
Maler Pjotr Sacharow, „Kinder bei den Jermolows“, 1839

## Geschichte
In den zwanziger Jahren des 20. Jahrhunderts begann die Malerei eine große Rolle in der tschetschenischen Kunst einzunehmen. Herausragende tschetschenische Künstler schufen zahlreiche Gemälde, die zusammen mit archäologischen Funden im Nationalmuseum der Tschetschenischen Republik in Grosny ausgestellt wurden, etwa 3270 Werke, darunter 950 Gemälde. Während des ersten Tschetschenienkriegs 1995 wurde der größte Teil der ausgestellten Kunstwerke zerstört. Man konnte nur 100 Gemälde retten. Seitdem bemüht man sich, viele geschädigte Gemälde und Kunstwerke zu restaurieren.

## Tschetschenische Künstler
Pjotr Sacharowitsch Sacharow-Tschetschenez (1816–1846) ist einer der bekanntesten Maler Tschetscheniens, der im 19. Jahrhundert beliebt war. Er porträtierte unter anderem viele bekannte Persönlichkeiten in St. Petersburg. Ein anderer bekannter tschetschenischer Maler ist Arbi Rassuchanow (1953–2000). Seine Bilder sind überwiegend dem Kaukasus und den Frauen gewidmet. Ein weiterer berühmter tschetschenischer Künstler ist Amandi Asukhanov (1939–2020), der für seine Landschaftsmalerei bekannt war. Ein weiterer tschetschenischer Maler ist Zamir Yushaev (* 1965), der in surrealistischem Stil arbeitet.